# Pio Rajna
(Eugenio Montale, A Pio Rajna, da Quaderno di quattro anni, 1977)
Pio Rajna (Sondrio, 8 luglio 1847 – Firenze, 25 novembre 1930) è stato un filologo e critico letterario italiano.

## Biografia

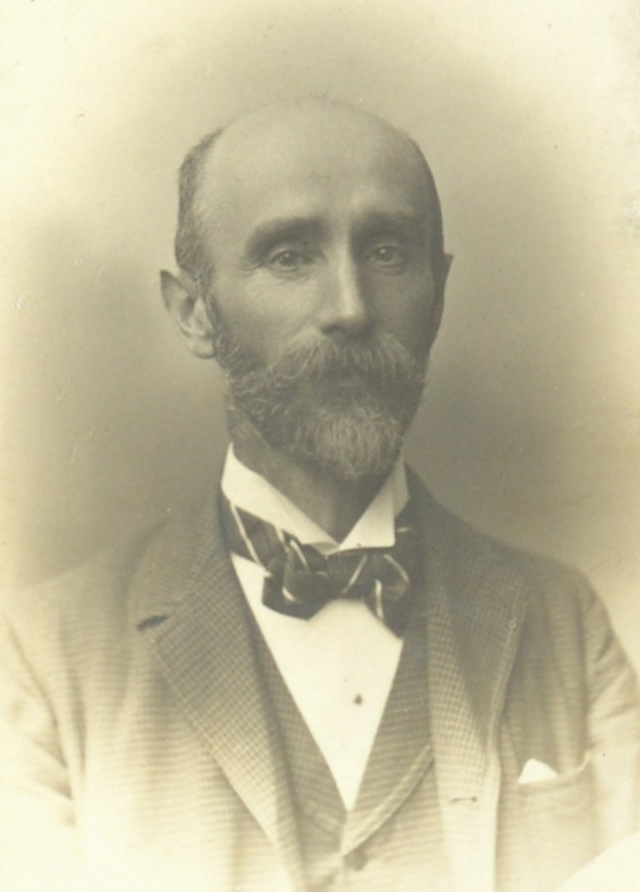
Pio Rajna

Nacque da Eugenio Paolo Rajna e Costanza Simonetta.
Fratello dell'astronomo Michele Rajna, fu convittore del Collegio Ghislieri e allievo di Alessandro D'Ancona all'Università degli Studi di Pavia, e dopo la laurea fu ammesso al corso di perfezionamento della Scuola Normale Superiore di Pisa, dove conseguì il diploma con Domenico Comparetti. Insegnò letterature romanze all'Accademia scientifico-letteraria di Milano, poi lingue e letterature neolatine all'Istituto di studi superiori di Firenze; collaborò alle principali riviste letterarie (Nuova Antologia, Archivio storico italiano, Romania); fu membro dell'Accademia dei Lincei e di quella della Crusca; nel 1922 fu nominato senatore.
Rajna, che ebbe sempre Dante Alighieri come autore prediletto, curò l'edizione critica del De vulgari eloquentia nel 1896 e fece parte del comitato direttivo per la pubblicazione delle Opere presso la Società Dantesca Italiana. Nel 1907 pubblicò I Testi Critici, fondamentale sintesi del metodo di Lachmann applicato alla letteratura italiana. Altro grande interesse fu l'epica cavalleresca, in particolare il discorso sulle sue origini, culminato nella sua opera più celebre:  Le fonti dell'Orlando Furioso.
Morì a Firenze nel 1930.

## Omaggi
- Sono a lui intitolate una via di Sondrio, una di Tirano, una di Firenze e una di Roma così come una biblioteca nella città natale.

## Opere principali

### Studi
- Le origini dell'epopea francese, Firenze, Sansoni, 1884.
- L'Orlando innamorato di Matteo Maria Boiardo, Bologna, Zanichelli, 1894.
- Le fonti dell'Orlando Furioso: ricerche e studi, Firenze, Sansoni, 1900 (edizione rivista e aumentata).
- La lingua cortigiana, Torino, Loescher, 1901.
- Una questione d'amore, Firenze, Barbera, 1901.
- Le fonti dell'Orlando Furioso. Ristampa della seconda edizione 1900 accresciuta di inediti a cura e con presentazione di F. Mazzoni, Firenze, Sansoni, 1975.
- Scritti di filologia e linguistica italiana e romanza, a cura di G. Lucchini, premessa di F. Mazzoni, introd. di C. Segre, Roma, Salerno Ed., 1998, tomi 3.
- La materia e la forma della Divina Commedia. I mondi oltraterreni nelle letterature classiche e nelle medievali. Introduzione, edizione e commento a cura di Claudia Di Fonzo. Premessa di F. Mazzoni, Firenze, Le Lettere, 1998 (Quaderni degli "Studi Danteschi", 12).

### Curatele
- Dante Alighieri, Il trattato De Vulgari Eloquentia, Firenze, Le Monnier, 1896.